# Садковский (Ростовская область)
Садко́вский — посёлок в Весёловском районе Ростовской области, входит в состав Верхнесолёновского сельского поселения.

## География
Посёлок расположен в северной части района, примерно в 27 км к северо-востоку от райцентра Весёлый, у границы с Семикаракорским районом. Ближайшие населённые пункты: посёлок Чаканиха в 11 км на запад и хутора Малая Балабинка и Цугейкин в 8,5 км на юго-запад.

## История
Указом Президиума Верховного Совета РСФСР от 24 февраля 1988 года поселку центральной усадьбы Садковского совхоза присвоено наименование посёлок Садковский.

## Население
| 1989 | 2002  | 2010  |
| ---- | ----- | ----- |
| 658  | ↗1277 | ↗1631 |

## Улицы
В посёлке 10 улиц:
| - ул. Годовиченко - ул. Зелёная - ул. Канальная - ул. Луговая - ул. Механическая | - ул. Парковая - ул. Садковская - ул. Степная - ул. Центральная - ул. Школьная |

## Инфраструктура
В посёлке действует Садковская средняя общеобразовательная школа, отделение связи, исправительная колония и при ней сельхозпредприятие «Ростовское».